# Vitorino Antunes
Vitorino Gabriel Pacheco Antunes (ur. 1 kwietnia 1987 we Freamunde) – portugalski piłkarz, grający na pozycji lewego obrońcy w Sportingu Lizbona

## Kariera klubowa
Antunes jest wychowankiem klubu wywodzącego się z jego rodzinnej miejscowości Freamunde. Do pierwszego zespołu SC Freamunde trafił w 2004 roku, ale przez dwa lata nie zadebiutował w rozgrywkach drugiej ligi. W 2006 roku zawodnik przeszedł do FC Paços de Ferreira, gdzie szybko wywalczył sobie miejsce w podstawowym składzie. Debiut zaliczył 10 września w przegranym 1:2 meczu z CS Marítimo, a 27 stycznia 2007 zdobył pierwszego gola w portugalskiej ekstraklasie w wygranym 3:2 spotkaniu ze Sportingiem Braga. W całym sezonie rozegrał 23 spotkania i zdobył 3 gole przyczyniając się do zajęcia przez klub najwyższego w historii 6. miejsca w lidze.
Latem 2007 po Vitorino zgłosiły się takie kluby jak Aston Villa, Auxeerre, Atlético Madryt, FC Porto, SL Benfica i Deportivo La Coruña. Najbardziej o zawodnika zabiegał Juventus F.C., beniaminek Serie A, jednak gdyby Antunes przeszedł do „Starej Damy” byłby wypożyczony do jednego z zespołów Serie B. 29 sierpnia ostatecznie zmienił klub i został zawodnikiem Romy, do którego trafił na roczne wypożyczenie z opcją pierwokupu. Sezon 2008/2009 Antunes spędził w Lecce, z którą spadł do drugiej ligi. Latem powrócił do Romy.
Na początku 2010 Antunes został wypożyczony do portugalskiego Leixões, a latem wrócił do Romy. 2 lutego 2015 podpisał 4-letni kontrakt z ukraińskim Dynamem Kijów.
| Sezon   | Klub                 | Kraj       | Rozgrywki          | Mecze | Bramki |
| ------- | -------------------- | ---------- | ------------------ | ----- | ------ |
| 2004/05 | Freamunde            | Portugalia | Liga de Honra      | 0     | 0      |
| 2005/06 | Freamunde            | Portugalia | Liga de Honra      | 0     | 0      |
| 2006/07 | FC Paços de Ferreira | Portugalia | Superliga          | 23    | 3      |
| 2007/08 | FC Paços de Ferreira | Portugalia | Superliga          | 2     | 0      |
| 2007/08 | AS Roma              | Włochy     | Serie A            | 5     | 0      |
| 2008/09 | Lecce                | Włochy     | Serie A            | 10    | 0      |
| 2009/10 | AS Roma              | Włochy     | Serie A            | 0     | 0      |
| 2009/10 | Leixões              | Portugalia | Primeira Liga      | 11    | 0      |
| 2010/11 | Livorno              | Włochy     | Serie B            | 6     | 0      |
| 2011/12 | Panionios GSS        | Grecja     | Superleague Ellada | 10    | 1      |
| 2012/13 | FC Paços de Ferreira | Portugalia | Superliga          | 14    | 3      |
| 2012/13 | Málaga CF            | Hiszpania  | Primera División   | 11    | 1      |
| 2013/14 | Málaga CF            | Hiszpania  | Primera División   | 36    | 0      |
| 2014/15 | Málaga CF            | Hiszpania  | Primera División   | 15    | 1      |
| 2014/15 | Dynamo Kijów         | Ukraina    | Premier-liha       | 8     | 1      |
| 2015/16 | Dynamo Kijów         | Ukraina    | Premier-liha       | 22    | 1      |
| 2016/17 | Dynamo Kijów         | Ukraina    | Premier-liha       | 19    | 1      |
| 2017/18 | Getafe CF            | Hiszpania  | Primera División   | 34    | 0      |
| 2018/19 | Getafe CF            | Hiszpania  | Primera División   | 28    | 1      |
| 2019/20 | Getafe CF            | Hiszpania  | Primera División   | 1     | 0      |
| 2020/21 | Sporting CP          | Portugalia | Superliga          | 7     | 0      |

## Kariera reprezentacyjna
Antunes ma za sobą występy w młodzieżowych reprezentacjach Portugalii w kategoriach U-19 i U-21. Z tą drugą wystąpił na MŚ U-20 w Kanadzie i doszedł do 1/8 finału (0:1 z Chile). W pierwszej reprezentacji zadebiutował 5 czerwca 2007 w zremisowanym 1:1 towarzyskim meczu z Kuwejtem.